# Santa Maria in Calanca
Santa Maria in Calanca est une commune suisse du canton des Grisons, située dans la région de Moesa.

Vue aérienne par (1953).